# Alfred Hill

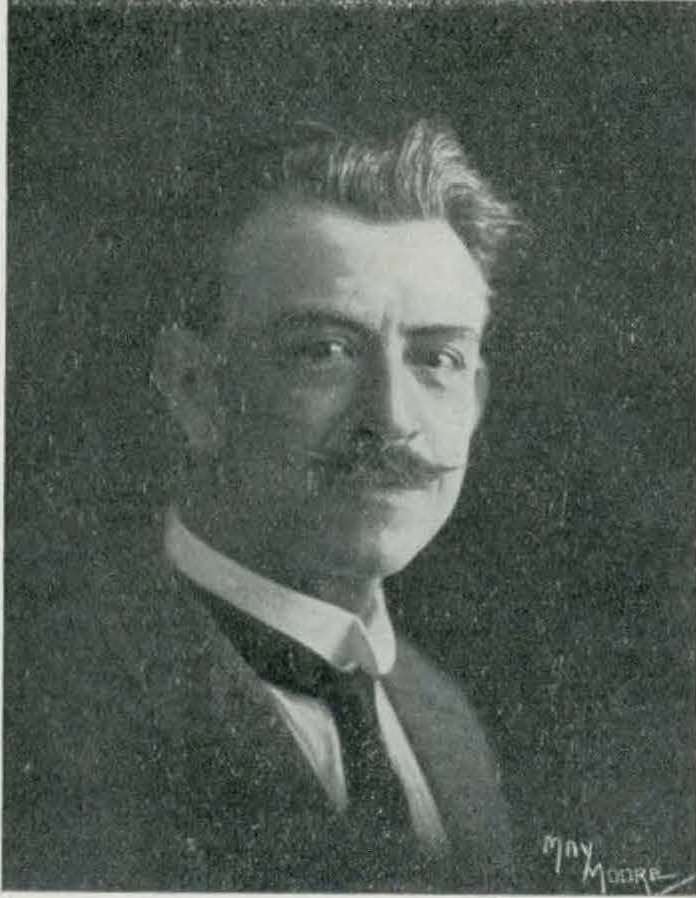
Alfred Hill ca. 1920

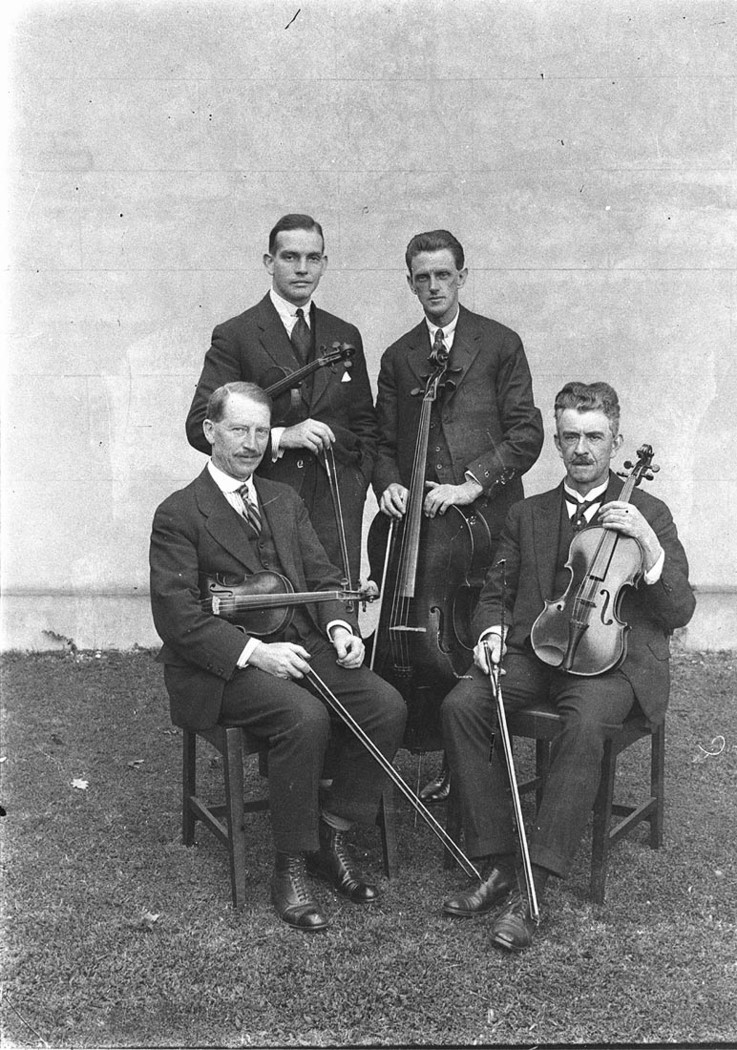
New South Wales State Conservatorium Quartet: Gerald Walenn, Lionel Lawson, Gladstone Bell und Alfred Hill (Foto aufgenommen nach 1924.)

Alfred Francis Hill (* 16. Dezember 1869 in Melbourne; † 30. Oktober 1960 in Sydney) war ein australischer Komponist, Dirigent und Musikpädagoge.
Obwohl in Melbourne geboren, verbrachte Hill seine frühen Lebensjahre vorrangig in Neuseeland. Seine jüngste Schwester war die neuseeländische Malerin Mabel Hill. 1887 reiste er nach Deutschland, um am Leipziger Konservatorium zu studieren. Bis 1891 waren dort Gustav Schreck, Hans Sitt und Oscar Paul seine Lehrer. Später spielte Hill eine Zeit lang unter den zweiten Violinen des Gewandhausorchesters, auch in Konzerten, die von berühmten Komponisten wie Carl Reinecke, Johannes Brahms, Max Bruch, Pjotr Tschaikowski oder Edvard Grieg dirigiert wurden.
Nachdem Hill nach Neuseeland zurückgekehrt war, arbeitete er dort als Violinlehrer und Kammermusiker sowie als Dirigent verschiedener Chöre und Orchester. Seit 1897 lebte er wieder in Australien, wo er einige Jahre als Musiklehrer beschäftigt war.
Nach einigen Jahren regelmäßigen Pendelns zwischen Australien und Neuseeland ließ sich Hill 1911 endgültig in Sydney nieder. Dort wurde er nunmehr Vorsitzender des Austral Orchestral College und spielte die Bratsche im Austral String Quartet. 1913 gründete er gemeinsam mit Fritz Hart die Australian Opera League und trug somit nicht unwesentlich zur Schaffung eines selbstständigen australischen Opernwesens bei. Hill war ebenfalls Mitbegründer der Sydney Repertory Theatre Society und der Musical Association of New South Wales, die er später auch als Präsident leitete. Während eines weiteren Neuseeland-Aufenthalts war er an der Schaffung des New Zealand Conservatorium of Music sowie an der Gründung einer Stiftung zur Erforschung der Māori in Rotorua beteiligt.
1916 wurde Hill zum ersten Professor für Musiktheorie und Komposition am NSW State Conservatorium of Music ernannt. Ab 1937 widmete er sich schließlich nur noch dem Komponieren.
Alfred Hill starb 1960 im Alter von 90 Jahren. Hinterlassen hat er mehr als 500 Werke, darunter 17 Streichquartette, 13 Symphonien, zahlreiche Konzerte, eine Messe und 8 Opern. Stilistisch ist seine Musik stark europäisch geprägt und vor allem von der deutschen Musik, wie auch derjenigen von Grieg oder Antonín Dvořák beeinflusst. Es finden sich gelegentliche Anklänge an die Musik der Māori darin, deren Melodien Hill zeitlebens gesammelt und erforscht hat.
Seine Ehefrau Mirrie Hill (1889–1986) war ebenfalls eine angesehene Komponistin.